# (5692) Shirao
(5692) Shirao (1992 FR) – planetoida z pasa głównego asteroid okrążająca Słońce w ciągu 4,33 lat w średniej odległości 2,65 j.a. Odkryta 23 marca 1992 roku.